# Bunker Isweiler

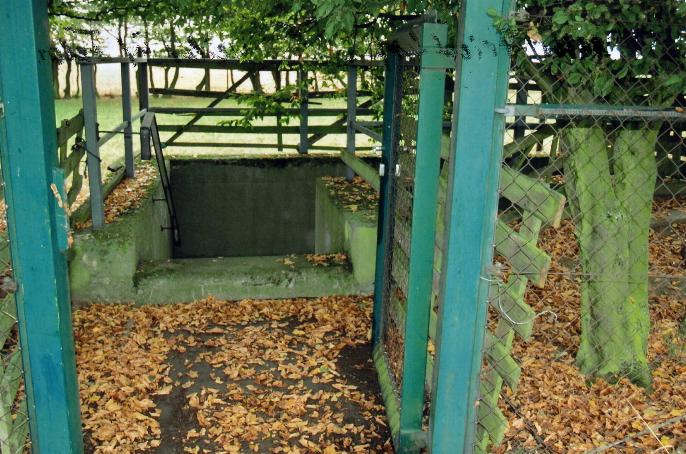
Der Eingangsbereich

Der Bunker Isweiler befindet sich in der Wohnschaft Isweiler bei Frauwüllesheim, einem Ortsteil der Gemeinde Nörvenich im Kreis Düren.
In der Nähe von Isweiler, etwa 800 m von Frauwüllesheim entfernt, befindet sich der einzige bisher bekannte, noch erhaltene Bunker des Typs K in Nordrhein-Westfalen. Er gehörte zur Luftverteidigungszone West, wurde 1938/39 erbaut und Anfang der 1970er Jahre durch die Kreisverwaltung Düren als Ausweichsitz für den Katastrophenschutz im Verteidigungsfall ausgebaut. Anfang der 1990er Jahre wurde der Bunker für diesen Zweck nicht mehr benötigt und an die Gemeinde Nörvenich verkauft, die ihn dann als Aktenlagerraum benutzte und letztendlich dann in die Obhut des Heimat- und Geschichtsvereines übergab.
Der Bunker liegt etwa 160 m südsüdöstlich der St.-Nikolaus-Kapelle und hat eine Größe von 8,00 × 19,20 m. 
Die Anlage wurde am 9. Juli 1985 in die Liste der Bodendenkmäler in Nörvenich unter Nr. 3 eingetragen.

## Quelle
Kartei der ortsfesten Bodendenkmäler in der Gemeinde Nörvenich
Koordinaten: 50° 47′ 5,8″ N, 6° 35′ 8,1″ O